# راگبی (داکوتای شمالی)
راگبی(به انگلیسی: Rugby) شهری در ایالت داکوتای شمالی کشور ایالات متحده آمریکا است که جمعیت آن در سرشماری سال ۲۰۱۰ میلادی، ۲٬۸۷۶ نفر بوده‌است.

## نگارخانه

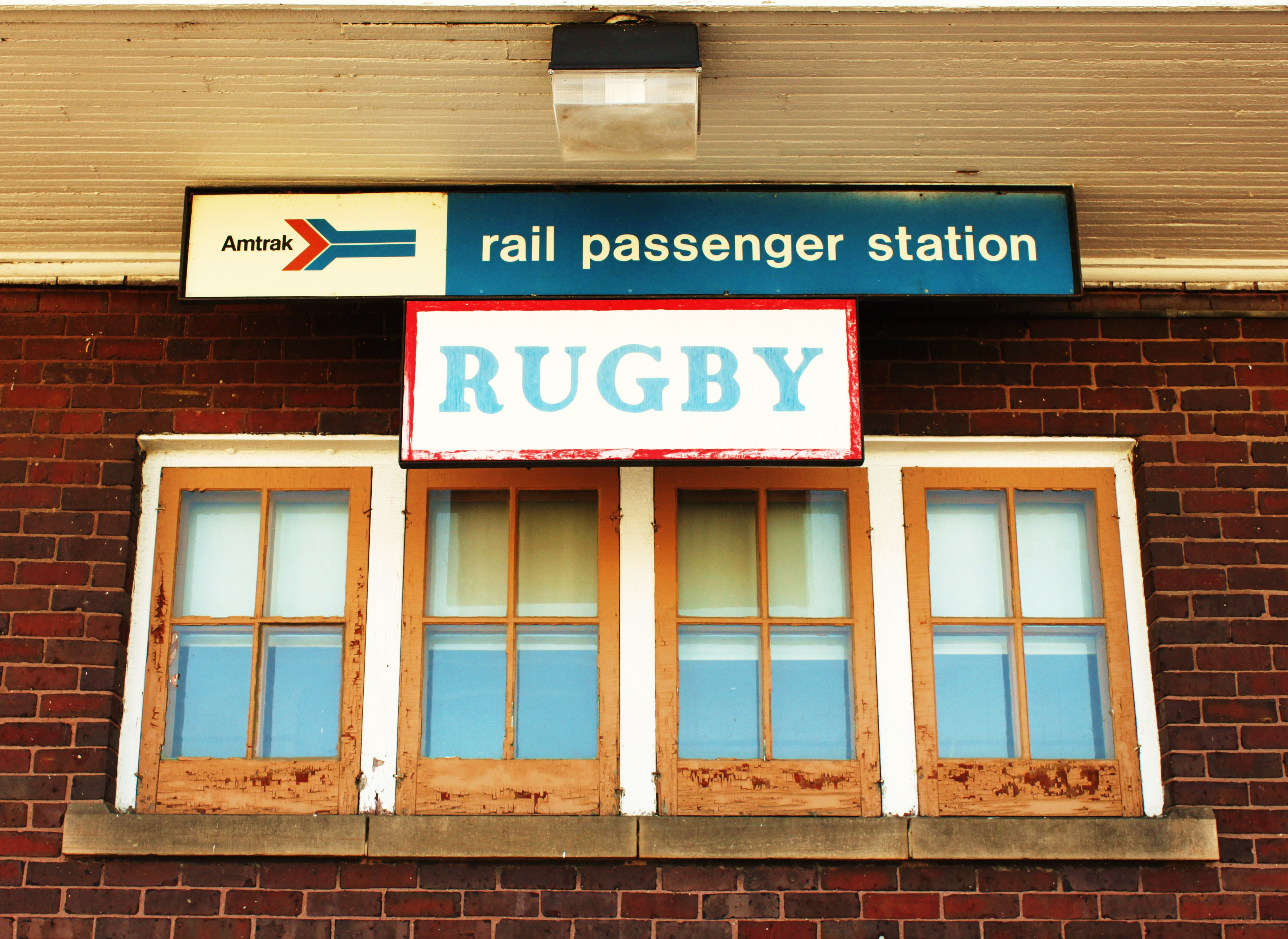
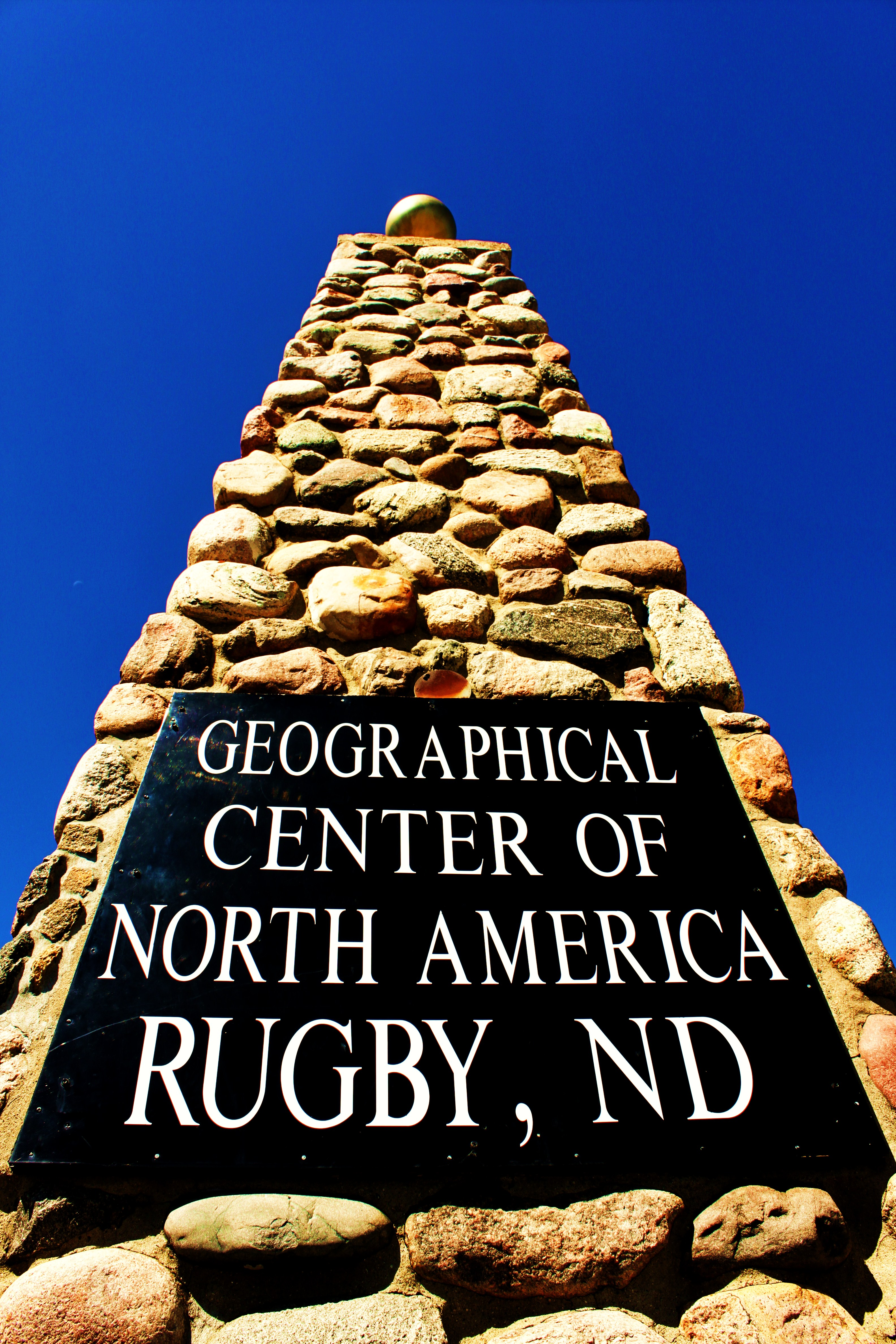